# 소다포도
소다포도(小多浦島)는 경상남도 거제시 남부면에 있는 섬이다. 특정도서로 지정하여 관리되고 있다.

## 특정도서
소다포도는 원추형의 갯바위섬으로 자연경관 수려하고, 후박나무, 동백나무군락의 식생이 우수하며, 해양무척추동물의 다양성이 풍부하고, 시스택이 발달하여 독도 등 도서지역의 생태계보전에 관한 특별법에 의거 특정도서로 지정되었다.
- 지정번호 : 제115호
- 면적 : 8,430m2
- 지번 : 경상남도 거제시 남부면 다포리 산22